# Syntormon fuscipes
Syntormon fuscipes är en tvåvingeart som först beskrevs av Roser 1840.  Syntormon fuscipes ingår i släktet Syntormon och familjen styltflugor. Arten är reproducerande i Sverige. Inga underarter finns listade i Catalogue of Life.